# St. Mariä Namen (Pegnitz)

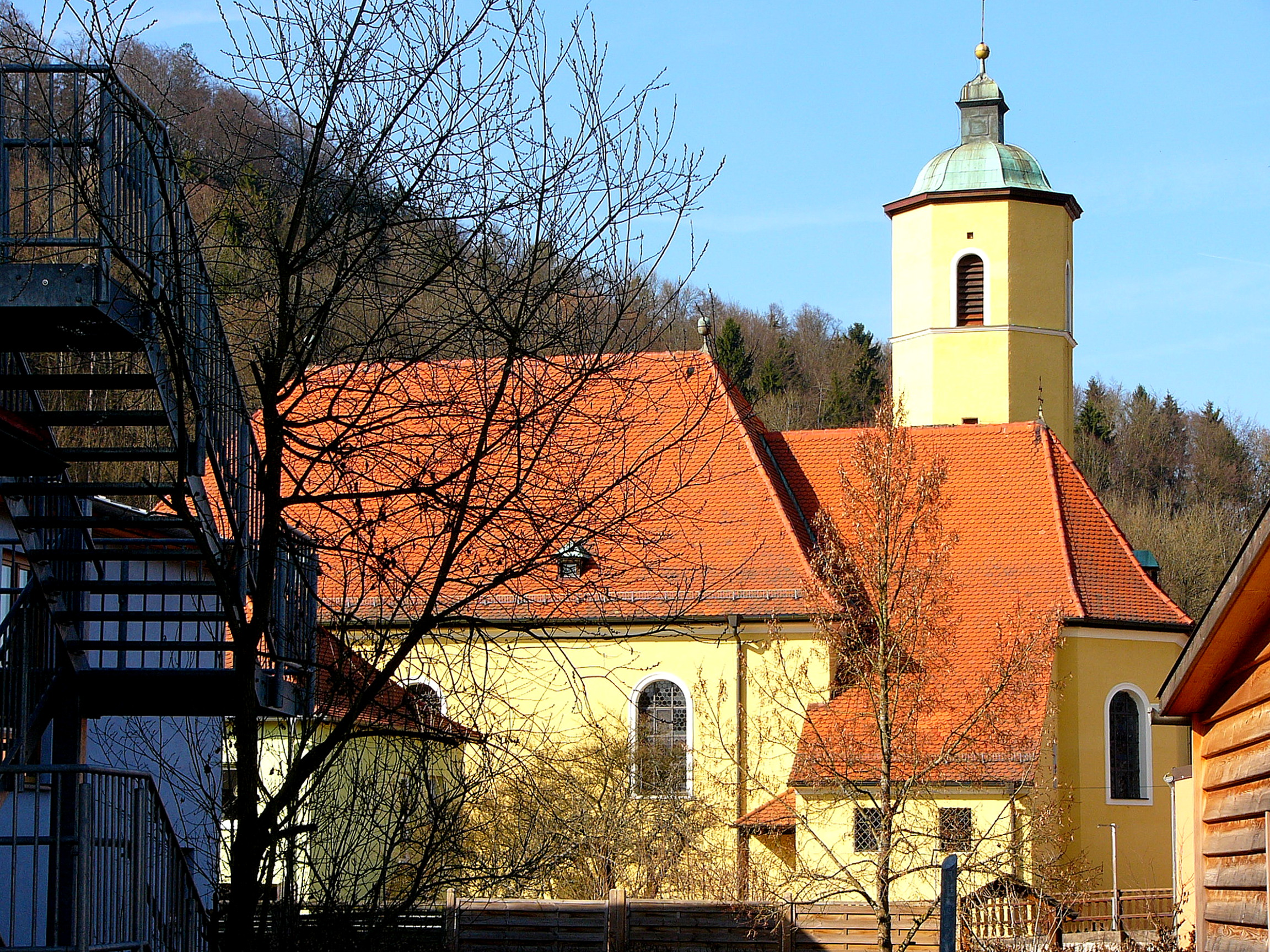
St. Mariä Namen in Pegnitz

Die römisch-katholische, denkmalgeschützte Pfarrkirche St. Mariä Namen steht in Pegnitz, einer Stadt im Landkreis Bayreuth (Oberfranken, Bayern). Das Bauwerk ist unter der Denkmalnummer D-4-72-175-2 als Baudenkmal in der Bayerischen Denkmalliste eingetragen. Die Kirchengemeinde gehört zum Seelsorgebereich Auerbach-Pegnitz im Dekanat Bayreuth des Erzbistums Bamberg.

## Beschreibung
Die Saalkirche wurde am 2. Oktober 1927 eingeweiht. Sie besteht aus einem Langhaus aus drei Jochen, das mit einem Walmdach bedeckt ist, einem eingezogenen, dreiseitig geschlossenen Chor und einem Chorflankenturm an dessen Nordwand. Die oberen Geschosse des quadratischen Chorflankenturms sind achteckig, im obersten steht der Glockenstuhl. Die im Zweiten Weltkrieg abgelieferten fünf Glocken wurden wieder aufgefunden. Bedeckt ist der Chorflankenturm mit einer Geschwungenen Haube mit Laterne. 
Die Kirchenausstattung, zu denen die von Johann Michael Doser geschaffenen Altäre gehören, stammt aus der Michaelskirche von Kirchendornbach, die wegen Erweiterung des Truppenübungsplatzes Grafenwöhr geräumt werden musste.

## Orgel

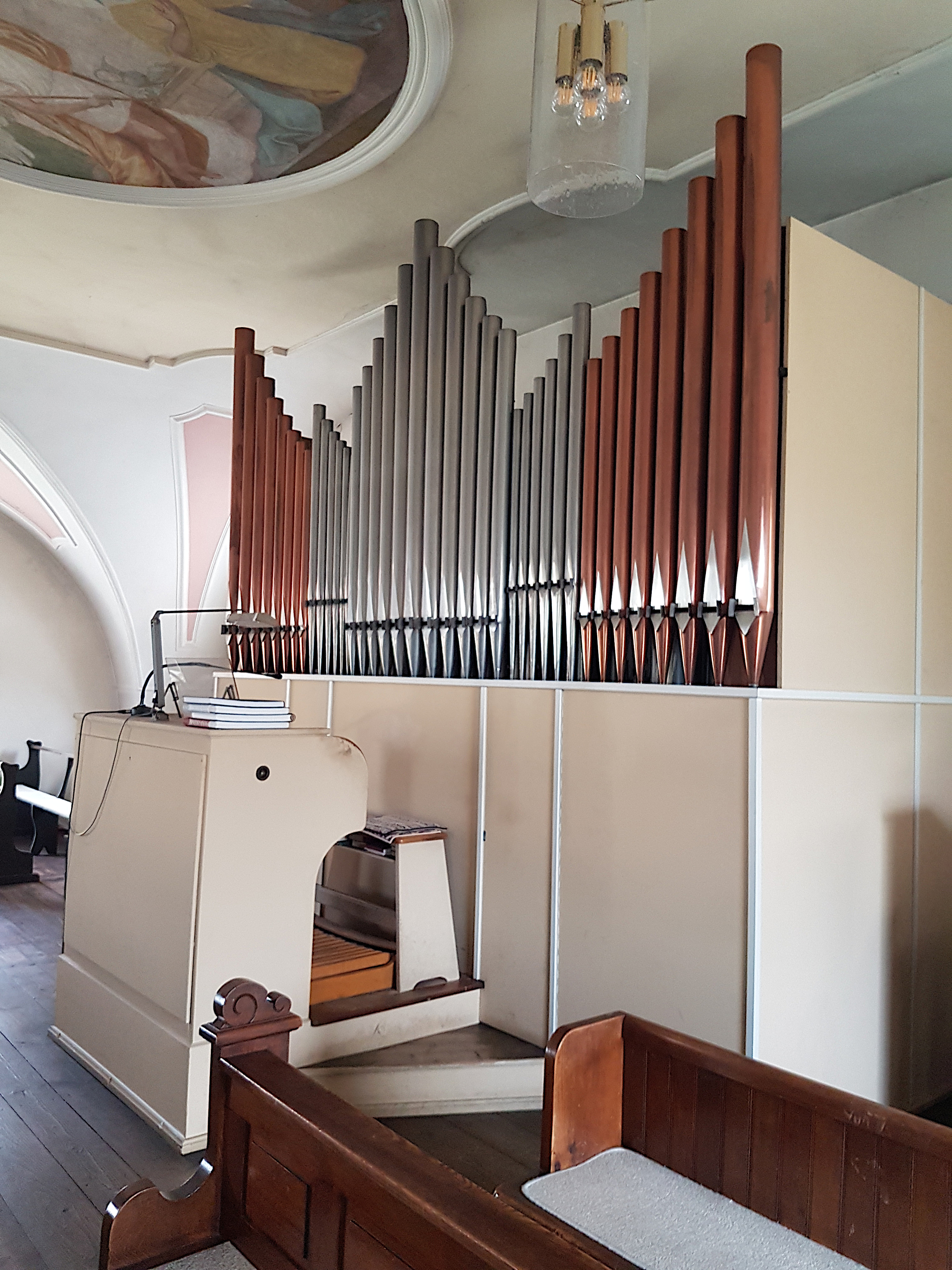
Orgel

Die Orgel mit 15 Registern auf zwei Manualen und Pedal wurde 1973 von Wilhelm Stöberl gebaut. Die Schleifladenorgel hat eine mechanische Spiel- und eine elektrische Registertraktur. Die Disposition lautet wie folgt:
| I. Manual C– |       |
| Principal    | 8′    |
| Violflöte    | 8′    |
| Oktav        | 4′    |
| Waldflöte    | 2′    |
| Mixtur IV    | 1 ⁄3′ |

| II. Manual C– |        |
| Gedeckt       | 8′     |
| Rohrflöte     | 4′     |
| Oktav         | 2′     |
| Spitzquinte   | 1 ⁄3′  |
| Terz          | 1 3⁄5′ |
| Zimbel III    | 1⁄2′   |

| Pedal C–   |     |
| Subbass    | 16′ |
| Oktavbass  | 08′ |
| Choralbass | 04′ |
| Trompete   | 08′ |

- Koppeln: II/I, I/P, II/P
- Spielhilfen: 1 freie Kombination, Tutti